# Hexastylis virginica
Hexastylis virginica är en piprankeväxtart som först beskrevs av Carl von Linné, och fick sitt nu gällande namn av John Kunkel Small. Hexastylis virginica ingår i släktet Hexastylis och familjen piprankeväxter. Inga underarter finns listade i Catalogue of Life.